# 教育系風俗
教育系風俗（きょういくけいふうぞく）とは、女性が講師となり男性にキスや前戯のやり方などの性的なテクニックを自らの身体を使ってOJTのように教えるサービスを行う性風俗店である。

## 基本理念
日本の学校で行われている性教育は性行為を取り扱っておらず限定的であり、簡単にいうと①子孫を残すための行為、②避妊のやり方、③恥ずかしい行為としか教えられない。そのうえ男性は、アダルトビデオ等の影響で性行為を単なる性的な快感のためと思っている人が多く、そのような男性に対して、男女のコミュニケーションの延長であり愛を深めるために必要なものであること、さらにそのために男性本位ではなく女性を快感に導くためのやり方を教育するものである。

## 営業形態
教育系風俗は性的なサービスを伴うため、日本の法律上の位置づけでは、風俗営業等の規制及び業務の適正化等に関する法律（風適法）において性風俗関連特殊営業に含まれる業種・店舗になるため、性風俗店として運営される。現在、確認できる業態はいずれもデリバリーヘルスとして営業されている。なお、類似するサービスとして女性用風俗の男性セラピスト向けに、同様に性的テクニックを講習する事業があるが、性風俗店として所定の営業許可や届出を行っているかは不明である。

## その他
・新しい業態であるため大人のための性教育のようなセミナーや動画配信等のPRを頻繁に行っている
・男性顧客はレッスンを受けることが目的なので、比較的客層が良く、セックスワーカーとして働く環境としては良いほうである。
・男性のテクニック向上の普及を望む女性の声もある